# 219
219 је била проста година.

## Догађаји
- Император Марко Аурелије Антонин Август (Елагабал) и Квинт Тинеј Сацердос постају римски конзули.
- Јулија Меза организује, за свог унука Елагабала, брак са Јулијом Паулом. Венчање је раскошна церемонија и Паула добија почасну титулу Аугуста.
- Елагабал је распустио легије Галика и Сцитика након што су се њихове вође, Верус и Гелије Максимус, побунили.
- Цар Елагабал, стар 15 година, инициран је у обожавање фригијских богова Кибеле и Атиса.
- Владавина Пулоне, Сатавахане краља Андре, почиње у Индији.
- Битка на планини Дингјун се завршава тако што Лиу Беи излази као победник. Касније се проглашава краљем Ханџонга.
- Гуан Ју је поплавио тврђаву у Фан (данашњи округ Фанченг, Ксиангианг, Хубеј) у бици код Фанченга, док Лу Менг заузима своју базу у провинцији Јинг. Гуан Ју се повлачи у Маиченг, пада у заседу и заробљавају га снаге Сун Куана.
- Цао Цао контролише слив Жуте реке и северну Кину. Сун Куан влада јужном Кином. Лиу Беи контролише провинцију Ји (која покрива данашњи Сечуан и Чонгкинг).